# Bacaro

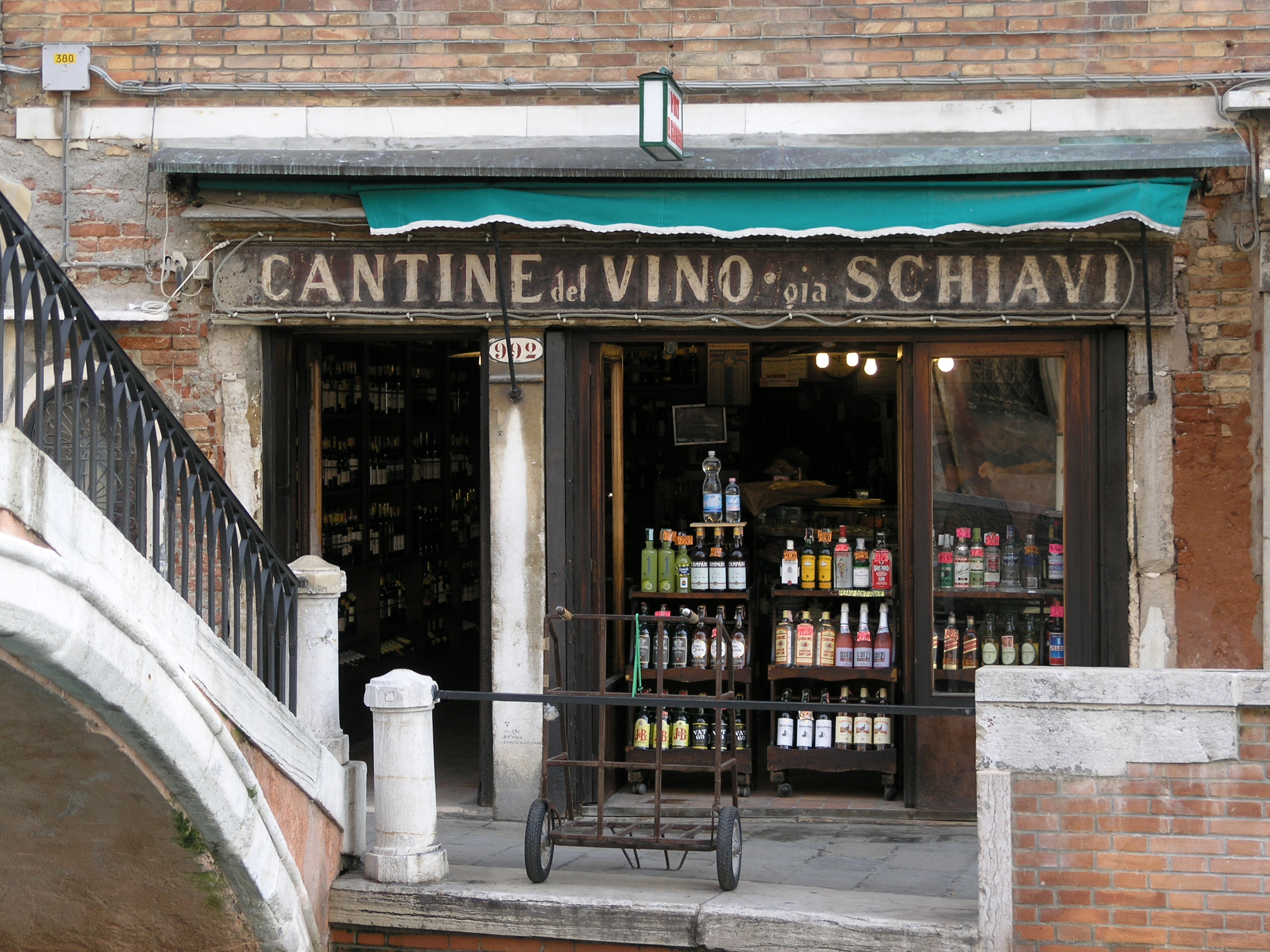
Bacaro dans le Dorsoduro.

Un bacaro (prononcé bàcaro), ou bacaréto, est un type d'osteria vénitienne de caractère populaire, où l'on trouve un large choix de vins au verre (ómbre ou bianchéti) et les snacks typiques, les cichéti, des aliments en petites portions. Le bacaro se caractérise par la présence de quelques sièges et d'un long comptoir vitré où sont exposés les produits à vendre. Les bacari qui servent des plats plus élaborés ou qui proposent un vrai service de restaurant sont plus rares.
Fréquentés aussi bien par les touristes que par les locaux, les bacari, en plus du vin, servent également les boissons caractéristiques appelées spritz, tandis que les tramezzini vénitiens typiques sont rarement proposés au public, destinés à d'autres types d'établissements, principalement des bars ou des lieux spécialisés. Le bacaro typique s'est transformé pour prendre une physionomie à mi-chemin entre la taverne et le pub.

## Étymologie

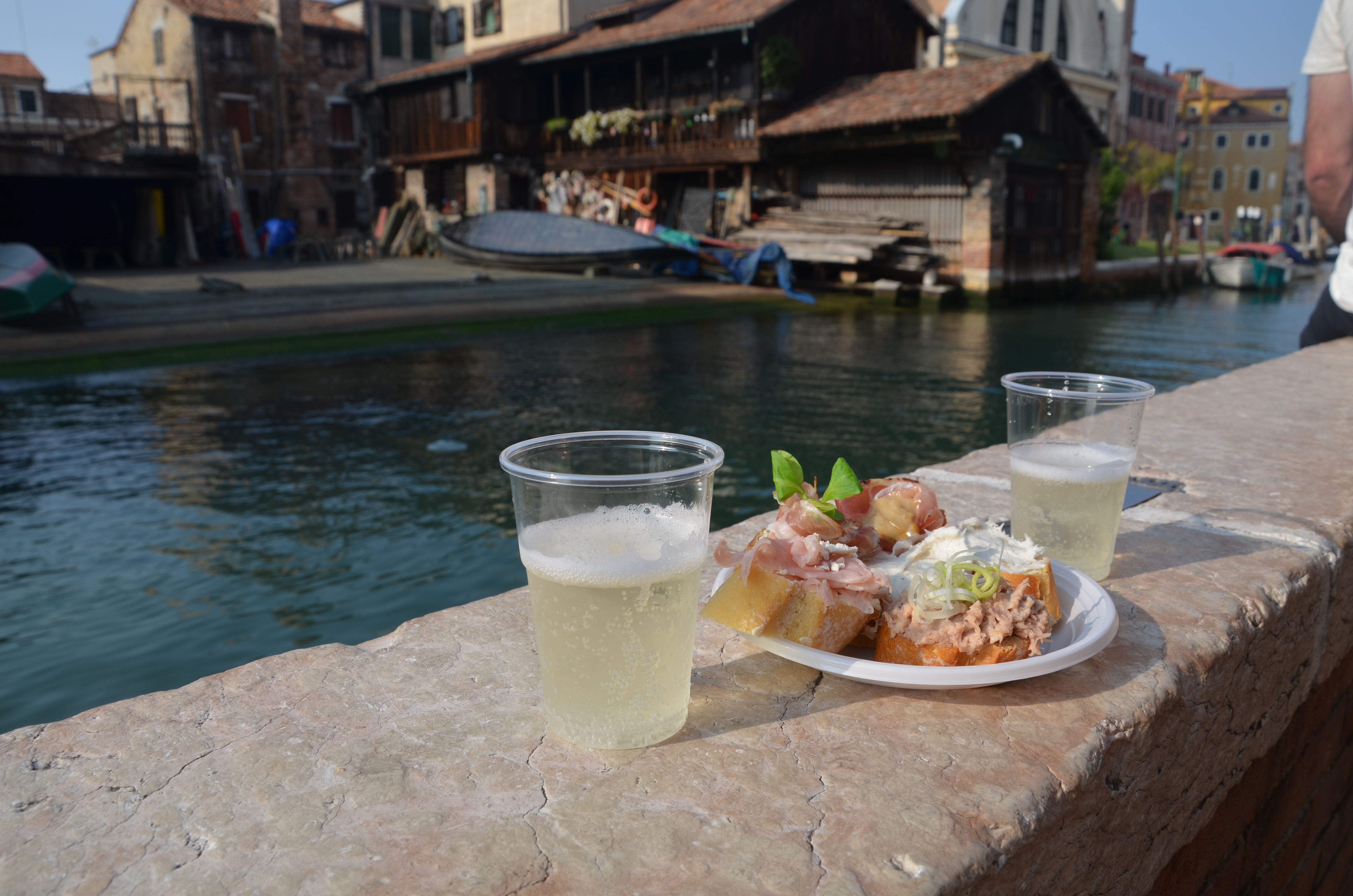
Une assiette de cicchetti et deux verres de prosecco.

Le nom bacaro serait dérivé de Bacchus, dieu du vin. Selon une autre théorie, il dérive de far bàcara, une expression vénitienne pour « faire la fête », car la convivialité y est mise à l'honneur,. Bacari était le nom donné autrefois aux viticulteurs et vignerons qui venaient à Venise avec un tonneau de vin à vendre sur la place Saint-Marc avec de petites collations.
Le verre de vin bu s'appelait ómbra, car les bacaresi au pied du campanile de Saint-Marc suivaient son ombre pour protéger le vin du soleil. Pour éviter les transports fatigants quotidiens, un endroit a ensuite été recherché qui servait d'entrepôt et de bar.
Une autre hypothèse, en revanche, fait remonter l'origine à 1866, date du début du commerce des vins des Pouilles (en particulier de Trani), utilisés pour couper et renforcer les vins locaux d'une teneur en alcool modeste et d'une structure médiocre. Le Dictionnaire du dialecte vénitien de Giuseppe Boerio, dans la deuxième édition de 1856, ne mentionne pas ce terme qui doit être considéré comme de formation ultérieure. Le bàcaro était un vin dur, sombre et amer et le terme est passé pour distinguer les bars que certains vignerons des Pouilles ouvraient à Venise pour vendre directement leurs produits. Les bacari se distinguaient des malvasi, c'est-à-dire des lieux où la malvoisie était vendue, un produit précieux qui, pendant des siècles, est arrivé à Venise, en particulier depuis la Grèce.

## Localisation
Les bacari sont répartis plus ou moins dans tout Venise. La concentration la plus élevée se trouve dans les sestieres de Cannaregio et, surtout, de San Polo.
Le premier bacaro officiel est le Bacaro Grande, né dans le quartier du Rialto en 1866.

## Caractéristiques
Ces lieux typiques se distinguent des osterias communes par la manière dont la nourriture est consommée, la manière dont elle est présentée au public ainsi que par la taille et la structure des intérieurs. On consomme accoudé au comptoir ou, parfois, assis à l'une des quelques tables. Le bacaro est généralement de petite taille, avec peu de sièges, des comptoirs avec des tabourets similaires à ceux des bars et des vitrines dans lesquelles la nourriture est exposée. Celle-ci peut généralement être achetée en parts afin de composer un plat avec des produits différents. Le bacaro est considéré à la fois comme un restaurant pour le déjeuner et comme un lieu pour l'apéritif. Les touristes ont tendance à les utiliser pour confectionner un vrai repas complet (parfois avec une dizaine de pièces), alors que les habitants de Venise les considèrent majoritairement comme un lieu de rencontre pour boire ou une halte lors d'une tournée, la nourriture n'étant qu'un accompagnement (un ou deux morceaux), afin de ne pas consommer de boissons l'estomac complètement vide. Ce sont deux philosophies complètement différentes dans l'utilisation du même lieu et les deux, aujourd'hui, peuvent être considérées comme « principales », malgré le fait que le bacaro est conçu comme un lieu pour l'apéritif plutôt que pour le déjeuner ou le dîner.

## Produits

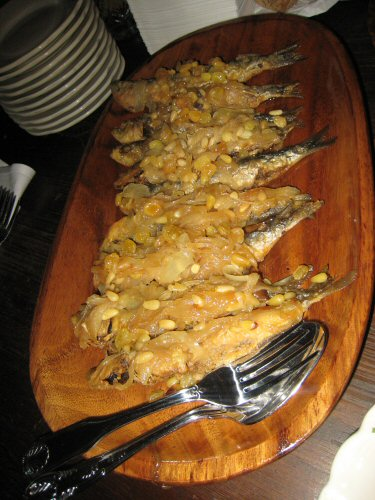
Assiette de sardines en saor dans un bacaro.

### Cicchetti
Les produits typiques du bacaro sont nommés cicheti en dialecte vénitien et spuncióni ou spuncióti à Padoue (prononcé cichéti). Le terme dériverait du latin ciccus (« petite quantité »), ou ciccum (« chose de peu de valeur »), italianisé en cicchetti, ou selon certains, du terme français vieilli chiquet (« petit verre de vin »).
Vendus à la pièce, ils se présentent sous une extrême variété de formes, souvent en forme de tartines, sont généralement à base de poisson (mais aussi de charcuterie, de viande, d'abats, etc.) et peuvent être simples ou complexes. Parmi les ciccheti les plus courants figurent les crostini de cabillaud à la crème, les anchois marinés, l'anguille à l'aigre-doux, les misto mare ou les folpetti,. Les ciccheti à base de pain alternent avec des aliments frits : morue frite, sarde in saor, légumes frits, mozzarella, etc.
Les compositions sont disparates et originales ; la praticité de la nourriture informelle est ce qui les unit : elles peuvent être consommées sans utiliser de couverts (ils se mangent avec les doigts), ne nécessitent pas d'être coupées ou de s'asseoir à une table,.

#### Liste des principauxcicchetti
- Baccalà mantecato : crème de morue sur polenta blanche grillée.
- Folpetti : petits poulpes, avec huile et persil[2].
- Frittata alle erbe : sorte d'omelette aux herbes.
- Musetto : saucisse cuite à base de tête de porc, sur une tranche de pain.
- Nervetti : tendrons de veau et haricots.
- Ovetto e acciuga : œuf dur avec anchois.
- Polpetta : boulette de bœuf.
- Sarde in saor : sardine à l'aigre-doux.
- Tartina con cotto e kren : tartine avec jambon blanc et raifort.
- Tartina con soppressa veneta : tartine avec saucisson local.

### Ómbre
L'ómbre, servi dans de petits gobelets, est généralement du vin maison, principalement rouge, tandis que le verre de vin blanc maison, en même quantité, servi dans le même type de verre, est également appelé blanc ou biancheto. Dans les bacari, il est cependant possible de trouver parfois des sélections importantes de vins de toutes qualités.

## Exportation du phénomène
Au début des années 2010, le phénomène des ciccheti vénitiens explose au Royaume-Uni devenant une véritable mode culturelle qui s'associe à une autre tradition italienne, celle de l'apéritif. La coutume est internationalement connue sous le terme italien cicchetti qui a remplacé le terme vénitien original,,. En Italie, le phénomène ne s'est pas beaucoup développé au-delà des frontières de la capitale vénitienne, restant un phénomène caractéristique de la ville de Venise. À sa place, les tapas presque identiques, mais historiquement plus récentes, de la cuisine espagnole se sont répandues, notamment à Milan.